# کوکتینکولی
کوکتینکولی (قزاقی: Көктіңкөлі) یک دریاچه در استان قراغندی کشور قزاقستان است.